# Замостье (Корочанский район)
Замостье — село в Корочанском районе Белгородской области. Входит в состав Алексеевского сельского поселения.

## География
Находится в центральной части Белгородской области, в лесостепной зоне, в пределах Среднерусской возвышенности, на правом берегу реки Корень, к северу от автодороги М2, на расстоянии примерно 11 километров (по прямой) к юго-западу от города Корочи, административного центра района. Абсолютная высота — 139 метров над уровнем моря.

### Климат
Климат характеризуется как умеренно континентальный, с относительно мягкой зимой и тёплым продолжительным летом. Среднегодовая температура воздуха — 6 °C. Средняя температура воздуха самого холодного месяца (января) — −8,2 °C; самого тёплого месяца (июля) — 20,1 °C. Безморозный период длится 155 дней. Годовое количество атмосферных осадков составляет 452 мм, из которых 326 мм выпадает в период с апреля по октябрь. Снежный покров держится в течение 102 дней.

### Часовой пояс
Село Замостье как и вся Белгородская область, находится в часовой зоне МСК (московское время). Смещение применяемого времени относительно UTC составляет +3:00.

## Население
| 2002 | 2010 |
| ---- | ---- |
| 92   | ↗109 |

### Половой состав
По данным Всероссийской переписи населения 2010 года в гендерной структуре населения мужчины составляли 48,6 %, женщины — соответственно 51,4 %.

### Национальный состав
Согласно результатам переписи 2002 года, в национальной структуре населения русские составляли 88 %.

###### Известные жители
Кощуков Александр Егорович (1928-2020) - известный в Корочанском районе пчеловод. Много лет отдал работе в колхозе "Рассвет" Корочанского района Белгородской области. Не единожды был награждён грамотами за высокие показатели.
Дмитриев Калин Васильевич (1930-2013) - председатель колхоза "Рассвет" (1963-1979) Корочанского района Белгородской области. Награждён орденами Ленина, Знак Почёта, Дружбы народов. Последние годы жил в селе Замостье Алексеевского сельского совета Корочанского района.